# یک عروسی بنزینی
یک عروسی بنزینی (انگلیسی: A Gasoline Wedding) یک فیلم کمدی صامت کوتاه به کارگردانی آلفرد جی. گلدینگ است که در سال ۱۹۱۸ منتشر شد.

## بازیگران
- هارولد لوید
- اسناب پالرد
- ببه دنیلز
- سمی بروکس
- لایج کانلی
- جیمز پروت
- گلدا مدن